# تپه گنک
تپه گنک مربوط به دوران‌های تاریخی پس از اسلام است و در شهرستان شازند، بخش زالیان، روستای لنجرود واقع شده و این اثر در تاریخ ۱۰ دی ۱۳۸۱ با شمارهٔ ثبت ۶۵۹۸ به‌عنوان یکی از آثار ملی ایران به ثبت رسیده است.